# Harold Ramis
Harold Allen Ramis (Chicago, 21 de novembro de 1944 — Chicago, 24 de fevereiro de 2014) foi um ator, roteirista, produtor e diretor de cinema estadunidense.
Ramis nasceu em Chicago, filho de pais judeus, porém ele próprio não praticava nenhum tipo de religião. Se formou na Universidade de Washington em St. Louis.Teve três filhos, sua primogênita, Violet, nasceu em 1977 do casamento com sua primeira esposa, Anne, e seus dois filhos, Julian (nascido a 1990) e Daniel (1994) são com sua última esposa, Erica Mann. Faleceu em 24 de fevereiro de 2014 em decorrência de um tipo raro de vasculite autoimune, que provoca o inchaço de vasos sanguíneos.
Ramis já trabalhou como editor da revista Playboy e participou de grupos de teatro no início da carreira. Seu primeiro sucesso foi na série dos anos 70 SCTV onde interpretou um corrupto chamado Moe Green.
O primeiro filme que escreveu foi Clube dos Cafajestes (1978). Logo depois trabalhou pela primeira vez com Bill Murray no filme Meatballs, filme em que ele foi o roteirista, seguido de Clube dos Pilantras e Stripes. Porém, seu maior sucesso veio poucos anos mais tarde, em 1984 com o filme Ghostbusters (Caça-Fantasmas), quando ele colaborou com Dan Aykroyd no roteiro e interpretou Egon Spengler. Ramis participou também da continuação, Ghostbusters II em 1989, não antes de escrever e dirigir Groundhog Day.
Nos anos seguintes, participou mais do cinema escrevendo e dirigindo do que atuando.

## Filmografia

### Ator
- Walk Hard: The Dewey Cox Story (2007).... L’Chai’m
- Ligeiramente Grávidos (2007).... Sr. Stone
- The Last Kiss (2006).... Professor Bowler
- Orange County (2002).... Don Durkett
- Alta Fidelidade (2000).... pai de Rob
- As Good as It Gets (1997).... Dr. Martin Bettes
- Love Affair (1994).... Sheldon Blumenthal
- Airheads (1994).... Chris Moore
- Groundhog Day (1993).... neurologista
- Ghostbusters II (1989).... Dr. Egon Spengler
- Stealing Home (1988).... Alan Appleby
- Baby Boom (1987).... Steven Bochner
- Ghostbusters (1984).... Dr. Egon Spengler
- National Lampoon's Vacation (1983).... policial no Wally World
- Stripes (1981).... Russell Ziskey

### Roteirista, produtor e/ou diretor
- Second City TV (1976-1978)
- National Lampoon's Animal House (1978)
- Meatballs (1979)
- Clube dos Pilantras (1980)
- Stripes (1981)
- The Rodney Dangerfield Show: It's Not Easy Bein' Me (1982)
- National Lampoon's Vacation (1983)
- Ghostbusters (1984)
- Back to School (1986)
- Club Paradise (1986)
- Armed and Dangerous (1896)
- Caddyshack II (1988)
- Ghostbusters II (1989)
- Rover Dangerfield (1991)
- Groundhog Day (1993)
- Stuart Saves His Family (1995)
- Multiplicity (1996)
- Máfia no Divã (1999)
- Endiabrado (2000)
- Analyze That (2002)
- The First $20 Million is Always the Hardest (2002)
- The Ice Harvest (2005)
- The Office (2006-2007)
- I Want Someone to Eat Cheese With (2007)
- Buster's Class Project (2007)
- Atlanta (2007)
- Year One (2009)